# Uroxe

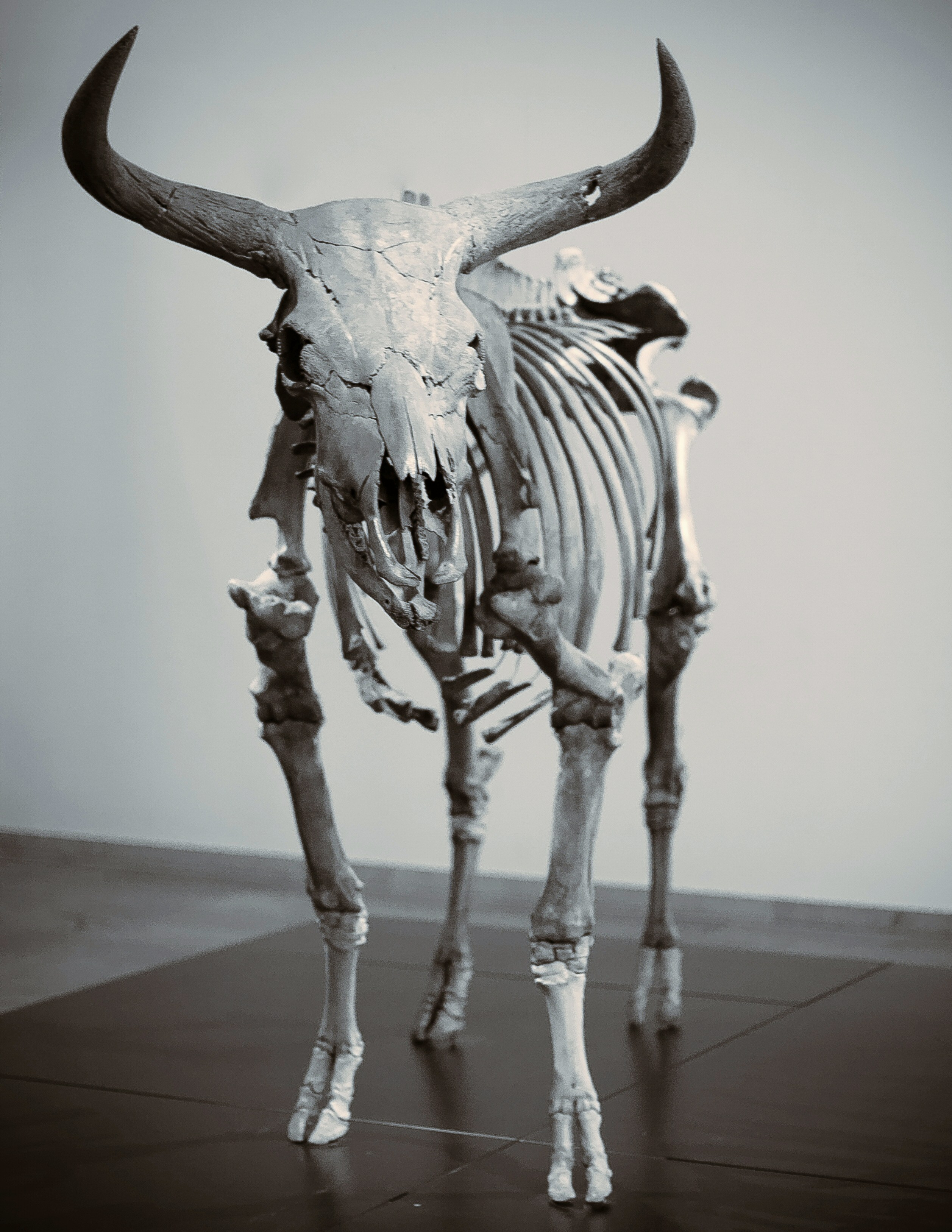
Skelett av uroxe på Nationalmuseet i Köpenhamn.

Uroxe (Bos primigenius) var ett stort oxdjur, numera utdött, som levde i Europa, Asien och Nordafrika. Tamboskap (Bos taurus) härstammar från uroxen.
Den sista kända levande uroxen, en ko, dog år 1627 i Jaktorówskogen i Polen. Enligt uppgift skall ett dryckeshorn i Livrustkammaren i Stockholm vara tillverkat av hornet från den sista uroxen. Tester visade dock att hornet kom från en uroxe blandat med tamboskap.

## Utseende
Uroxen var betydligt större än de flesta varianter av nu existerande tamboskap. Mankhöjden var hos exemplar av hankön cirka 1,8 meter och vikten cirka 700-900 kg. De största individerna hade en mankhöjd på cirka 2 meter och vägde över 1 000 kg. För ungefär 8 000 år sedan domesticerades uroxen på flera platser. Uroxen ansågs som ett utmanande bytesdjur för jakt, vilket bidrog till utrotningen.
Uroxen utmärktes av en lång, smal skalle med raka konturer och föga framträdande ögonhålor. 
Av bilder och beskrivningar som finns dokumenterade framgår, att uroxen saknade man och att hårets färg var svartbrun hos tjuren. Honor hade däremot en rödbrun päls.

## Ekologi
Honor, deras ungar och unga tjurar bildade hjordar. Efter några år etablerade unga hannar ungkarlsflockar medan äldre tjurar levde ensamma utanför parningstiden. Födan utgjordes främst av gräs, örter, blad, frukter och ekollon. Vid födobrist åt uroxen även bark.

## Ursprung och utbredning
Uroxen antas ha utvecklats i Indien för omkring 2 miljoner år sedan, och därefter ha spridit sig till Mellanöstern, Asien och, för omkring 250 000 år sedan, Europa.
Dess utbredningsområde omfattade Europa, Sibirien, Central- och främre Asien samt Nordafrika. Under istiden förekom den inte i norra Europa, och först efter istiden utökades dess utbredningsområde över nordligare områden, och nådde då även Skandinaviska halvön.

## Domesticering och utrotning
Uroxen bedöms vara förfader till modern tamboskap. Arkeologiska fynd visar att uroxen domesticerades oberoende i Främre Orienten och i Indien för 10 000–8 000 år sedan. Detta gav upphov till dagens två huvudgrenar av tamboskap, Bos taurus (nötboskap) och den puckelryggiga Bos indicus (Sebu, Zebu eller Cebu). Detta styrks av genetiska analyser av mitokondriellt DNA, som påvisar en markant skillnad mellan B. taurus och B. indicus, vilket tyder på att grenarna utvecklats från redan då geografiskt och genetiskt separerade vildpopulationer.
DNA-analyser tyder på att bara 80 uroxar i Mellanöstern för 10 500 år sedan är ursprunget till dagens nötboskap. Få ursprungsindivider pekar enligt forskarna på att de vilda uroxarna var svåra att tämja. Cecilia Anderungs avhandling visar dock att dagens europeiska kor har ett blandat ursprung från Mellanöstern och från Europas uroxar genom hybridisering av tamkor med vilda uroxar.
Jämförelser mellan uroxens och tamboskapens skelettdelar har varit givande. Lämningar från djur som tros ha vägt över ett ton har återfunnits på fyndplatser vid Goldcliff (Allteuryn), Newport, Wales, och daterats till jägarstenålder. Uroxe och tamboskap fanns samtidigt i Britannien fram till bronsåldern, men skelettanalyser visar inte på någon genetiskt påverkan på tamboskap. Därför antogs europeisk tamboskap härstamma från den domesticering som ägde rum i Främre Orienten men det ifrågasttes av Anderungs avhandling. Indisk tamboskap, domesticerad för 10 000–8 000 år sedan, härstammar från en population som skildes av från den i Främre Orienten för ungefär 200 000 år sedan. Afrikansk tamboskap bedöms härstamma från en gren närmast släkt med den från Främre Orienten — uppdelningen tros ha skett för ca 25 000 år sedan, troligen cirka 15 000 år före domesticeringen. Den Turano-mongoliska (Wagyu) tamboskapen, som nu återfinns i norra Kina, Mongoliet, Korea och Japan, kan härstamma från ett fjärde domesticeringstillfälle. Denna grupp kan ha skilts från den Främre-orientaliska varianten för cirka 35 000 år sedan. Om dessa tre tidigare populationer skulle ha kunnat betraktas som skilda underarter är oklart.
Uroxen förekom ursprungligen från Storbritannien, Irland och södra Skandinavien till norra Afrika, Mellanöstern och Centralasien. 
I Sverige förekom uroxen endast upp till Östergötland och Närke, från Mälardalen fanns tidigare inga fynd. Boplatsen Aspestahult 1.1, Kjula 291, Kjula socken, Södermanland, en mellanneolitisk boplats gav fynd av tand av uroxe Agneta Ohlsson ostelog på AO= Arkeoosteologi skriver: Fragmentet utgjordes av del av kindtand (M1/M2) från nötdjur/uroxe, men från ett ungdjur eftersom talongen knappt var sliten (mellan 6 månader och 2 år). Det gick dock inte att osteologiskt avgöra om tanden tillhörde ett vilt eller domesticerat djur (Bos primigenius/Bos taurus). Med utgångspunkt av datering antas dock tanden tillhöra ett vilt djur. Uroxen verkar ha dött ut i Sverige redan för omkring 7 500 år sedan innan de första fynden av tam nötboskap dyker upp. På Iberiska och Apenninska halvön utrotas uroxen under bronsålder, på Jylland omkring början av vår tideräkning.
På 1200-talet hade utbredningen minskat till att omfatta endast Polen, Litauen, Moldavien, Transsylvanien och Ostpreussen. I Ostpreussen utrotades den på 1400-talet. Endast de högre stånden, och till slut endast hovet, hade rätt att jaga djuren. Allt eftersom populationen minskade upphörde jakten, men jägmästarna ålades att hålla öppna marker för uroxarna att beta på, för vilket de undantogs från lokala skatter. Tjuvjakt på uroxe belades med dödsstraff. 1564 kände jägmästarna till endast 38 djur. Den sista kända uroxen, en ko, dog av naturliga orsaker 1627 i Jaktorówskogen i Polen. Kraniet togs sedan av den svenska hären under invasionen av Polen (1655-1660) och finns nu i Livrustkammaren i Stockholm. Utrotningen orsakades av jakt, habitatminskning på grund av jordbrukets utbredning, klimatförändring samt sjukdomar som spreds från tamboskap.

## Försök till återskapande
Under 1930-talet försökte bröderna Heinz Heck och Lutz Heck i Münchens djurpark på uppdrag av Hermann Göring att återskapa uroxen genom ett medvetet avelsprogram som utgick ifrån ett flertal gamla oxraser, bland annat skotsk höglandsboskap. Denna avkomma kallas Heck-boskap och trots att de påminner om hur uroxen såg ut är de inte att betrakta som dess ättling mer än andra kor.

## Taxonomi
Det råder viss oenighet om hur uroxen skall benämnas vetenskapligt. Linné gav namnet Bos taurus till tamboskap, men torde ha varit medveten om att en vildform (uroxen) funnits i Europa. Under tidigt 1800-tal upptäcktes flera lämningar efter uroxe, och den gavs av Bojanus namnet Bos primigenius. När det långt senare stod helt klart att uroxen var samma art som tamboskap återgavs den namnet Bos taurus (enligt principen att första givna namn skall gälla), vilket också anges som det giltiga av till exempel ITIS. 2003 återställde ("konserverade") dock ICZN (i ett ställningstagande Opinion 2027) tidigare givna namn på ett antal vildpopulationer, däribland Bos primigenius, och till exempel IUCN listar Bos primigenius som det giltiga namnet.
2010 publicerades den första genetiska analysen av ett komplett mitokondriellt DNA från ett uroxfossil.

## Namn
Ur- i uroxe är inte samma ur- som i urtida eller ursprunglig, utan är djurets egennamn, vilket innebär att uroxe ordagrant betyder "oxe av arten ur", ej "urtida oxe" eller ursprunglig oxe". (jfr. tyska Auerochse, men däremot Urzeit). Ur (uroxe) kallades även den andra runan i runraden, med ljudvärdet /u/.
Det rekonstruerade forngermanska namnet är *Ūruz.

## Galleri

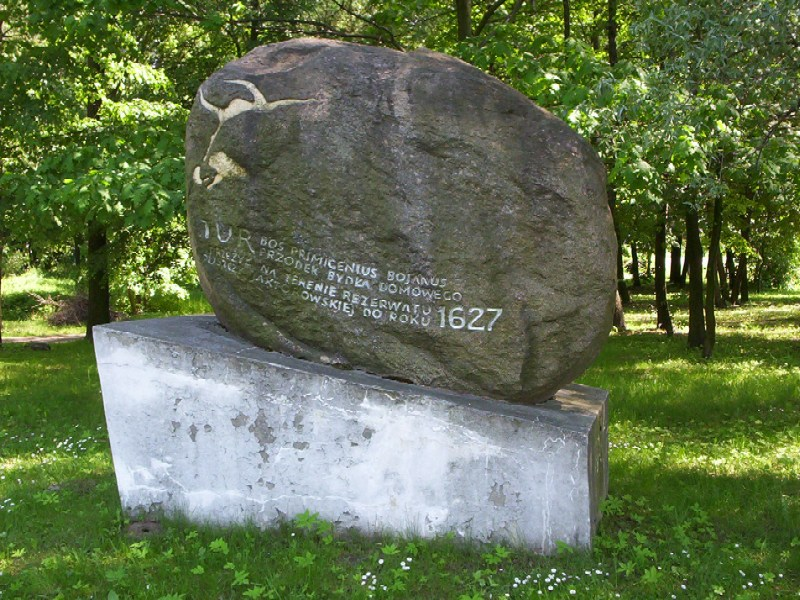
Monument till minne av den sista uroxen, Jaktorów, Polen.
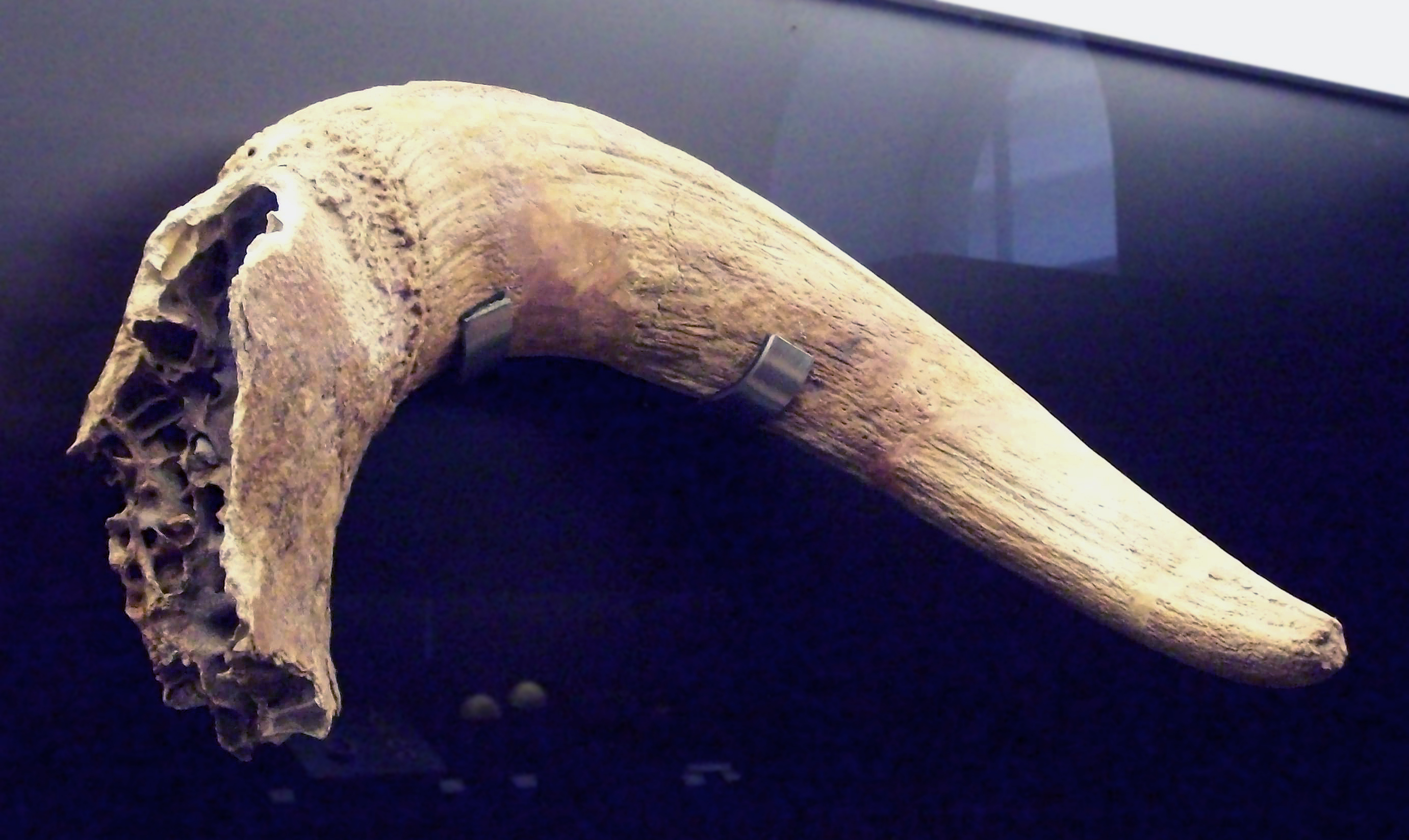
Cirka 200 000 år gammalt uroxhorn, funnet nära Madrid i Spanien.
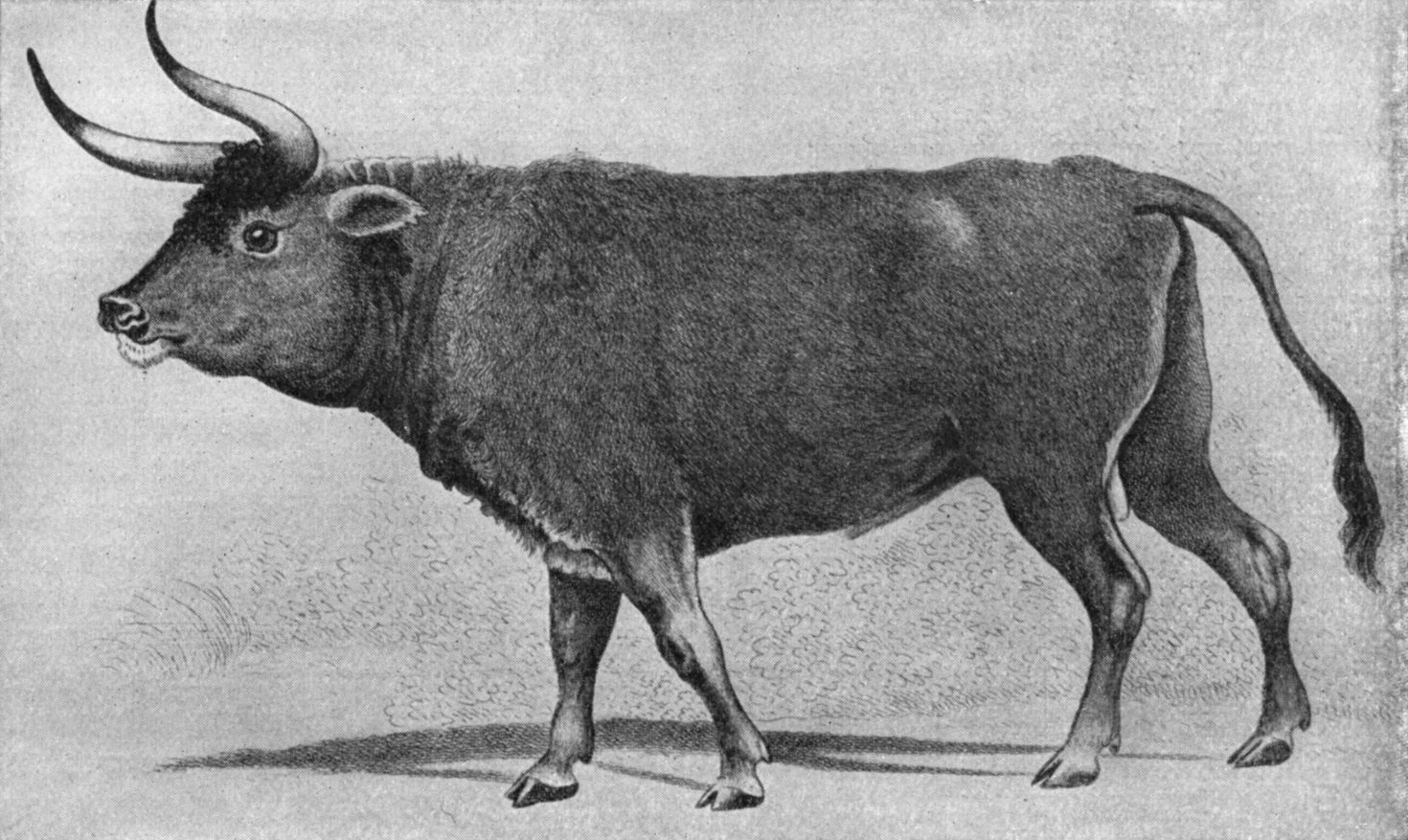
Teckning av uroxe.
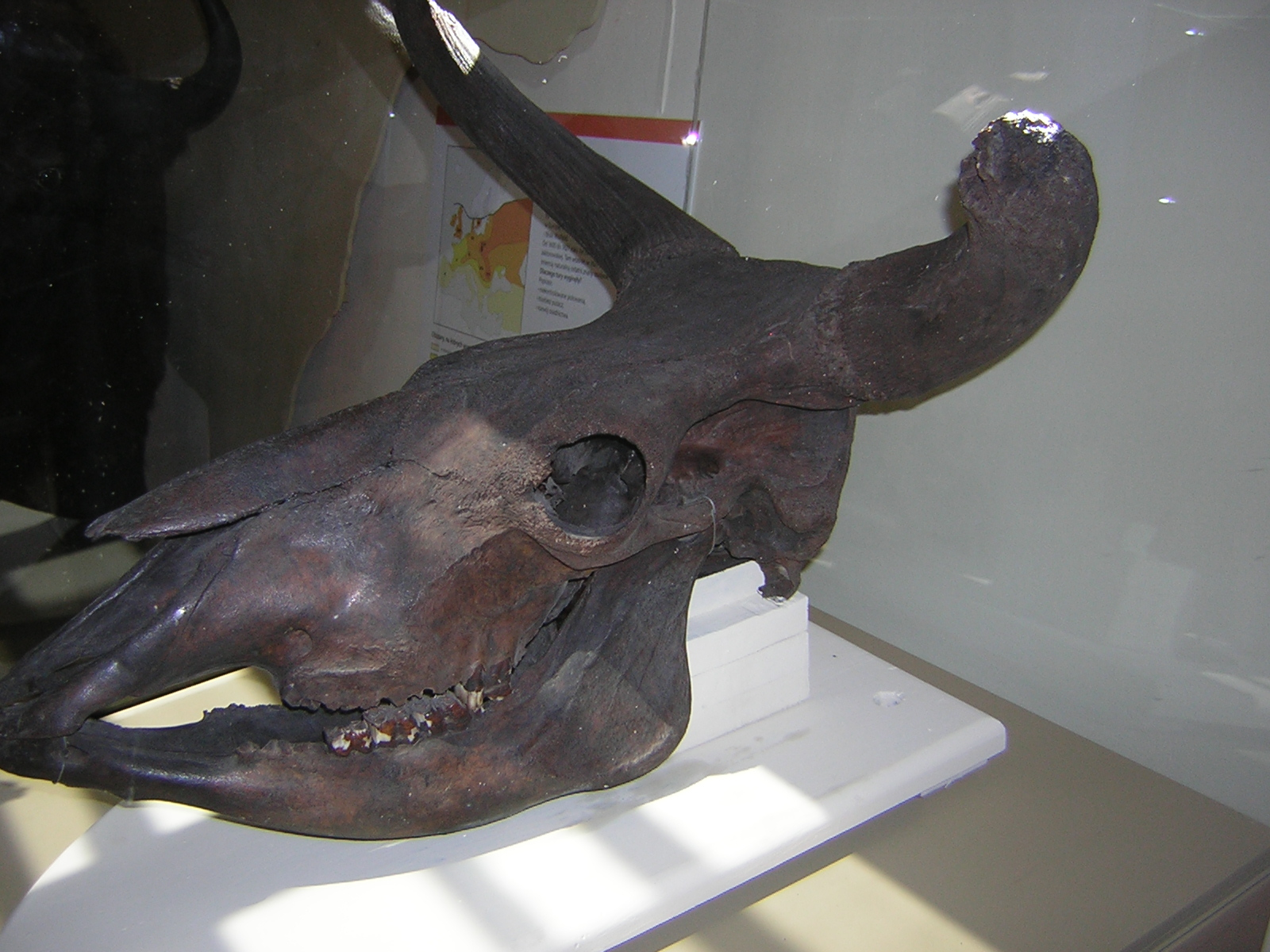
Uroxkranium.